# X. Fliegerkorps
O X. Fliegerkorps foi um corpo da Luftwaffe que atuou durante a Segunda Guerra Mundial. Foi formado em Hamburgo no dia 2 de Outubro de 1939 como sendo 10. Flieger-Division, sendo renomeada como X. Fliegerkorps no dia 2 de Outubro de 1939.
No mês de Março de 1944 uma parte de seu Stab foi utilizado para formar o Kommandierende General der Deutschen Luftwaffe in Griechenland. A unidade foi dispensada no dia 5 de Setembro de 1944.

## Kommandierender General
| Comandante                       | Data                                          |
| -------------------------------- | --------------------------------------------- |
| General Hans Geisler             | 2 de Outubro de 1939 - 31 de Agosto de 1942   |
| General Bernhard Kühl (acting)   | 3 de Junho de 1940 - 20 de Setembro de 1940   |
| General Otto Hoffmann von Waldau | 31 de Agosto de 1942 - 31 de Dezembro de 1942 |
| Generalleutnant Alexander Holle  | 1 de Janeiro de 1943 - 22 de Maio de 1943     |
| General Martin Fiebig            | 22 de Maio de 1943 - 1 de Setembro de 1944    |

## Chef des Stabes
- Obstlt Martin Harlinghausen, 1 de Novembro de 1939 - 31 de Março de 1941[1]
- GenLt Ulrich Kessler (acting), 25 de Abril de 1940 - 21 de Maio de 1940
- GenLt Günther Korten, 1 de Abril de 1941 - Março de 1942
- Oberst Sigismund Freiherr von Falkenhausen, 1 de Abril de 1942 - Março de 1943
- Maj Eckard Christian, 8 de Março de 1943 - 2 de Junho de 1943
- GenMaj Walter Boenicke, Junho de 1943 - 6 de Janeiro de 1944

## Bases do QG
| Outubro de 1939 - Abril de 1940          | Hamburg             |
| Abril de 1940 - Dezembro de 1940         | Oslo                |
| Dezembro de 1940 - 16 de Junho de 1941   | Taormina            |
| 16 de Junho de 1941 - 1 de Abril de 1944 | Athens-Kiphissia    |
| 1 de Abril de 1944 - Agosto de 1944      | Angers              |
| Agosto de 1944 - 5 de Setembro de 1944   | Wiesbaden-Erbenheim |

## Serviço de Guerra
Esteve subordinada aos seguintes Altos QG:
| Outubro de 1939 - Abril de 1940           | Luftflotte 2                             |
| Abril de 1940 - Maio de 1940              | ObdL                                     |
| Maio de 1940 - Dezembro de 1940           | Luftflotte 5                             |
| Dezembro de 1940 - Dezembro de 1941       | Italuft/ObdL                             |
| Dezembro de 1941 - 1 de Janeiro de 1943   | Luftflotte 2                             |
| 1 de Janeiro de 1943 - 9 de Março de 1943 | Luftflotte 2 e Luftwaffenkommando Südost |
| 9 de Março de 1943 - 1 de Abril de 1944   | Luftwaffenkommando Südost                |
| 1 de Abril de 1944 - Agosto de 1944       | Luftflotte 3                             |
| Agosto de 1944 - Setembro de 1944         | Luftflotte Reich                         |

## Ordem de Batalha
Controlou as seguintes unidades durante a guerra:
- Fliegerführer Afrika, 2.41 - 12.41
- Fliegerführer Kreta, 1943
- Luftgaustab z.b.V. 200, 4.40 - 5.40
- Luftgaustab z.b.V. 300, 4.40 - 5.40
- Verbindungsstaffel/X. Fliegerkorps
- Kurierstaffel zbV/X. Fliegerkorps, 2.40 - 4.41 (4.41 became Transportstaffel/Fl.Fü.Nord)
- Flugbereitschaft/X. Fliegerkorps (Do 17, Fi 156, Fw 44, Fw 58, He 111, Ju 88)
- Luftnachrichten-Regiment 40